# Harnackia
Harnackia là một chi thực vật có hoa trong họ Cúc (Asteraceae).

## Loài
Chi Harnackia gồm các loài: